# Koranverbrennungen in Schweden 2023

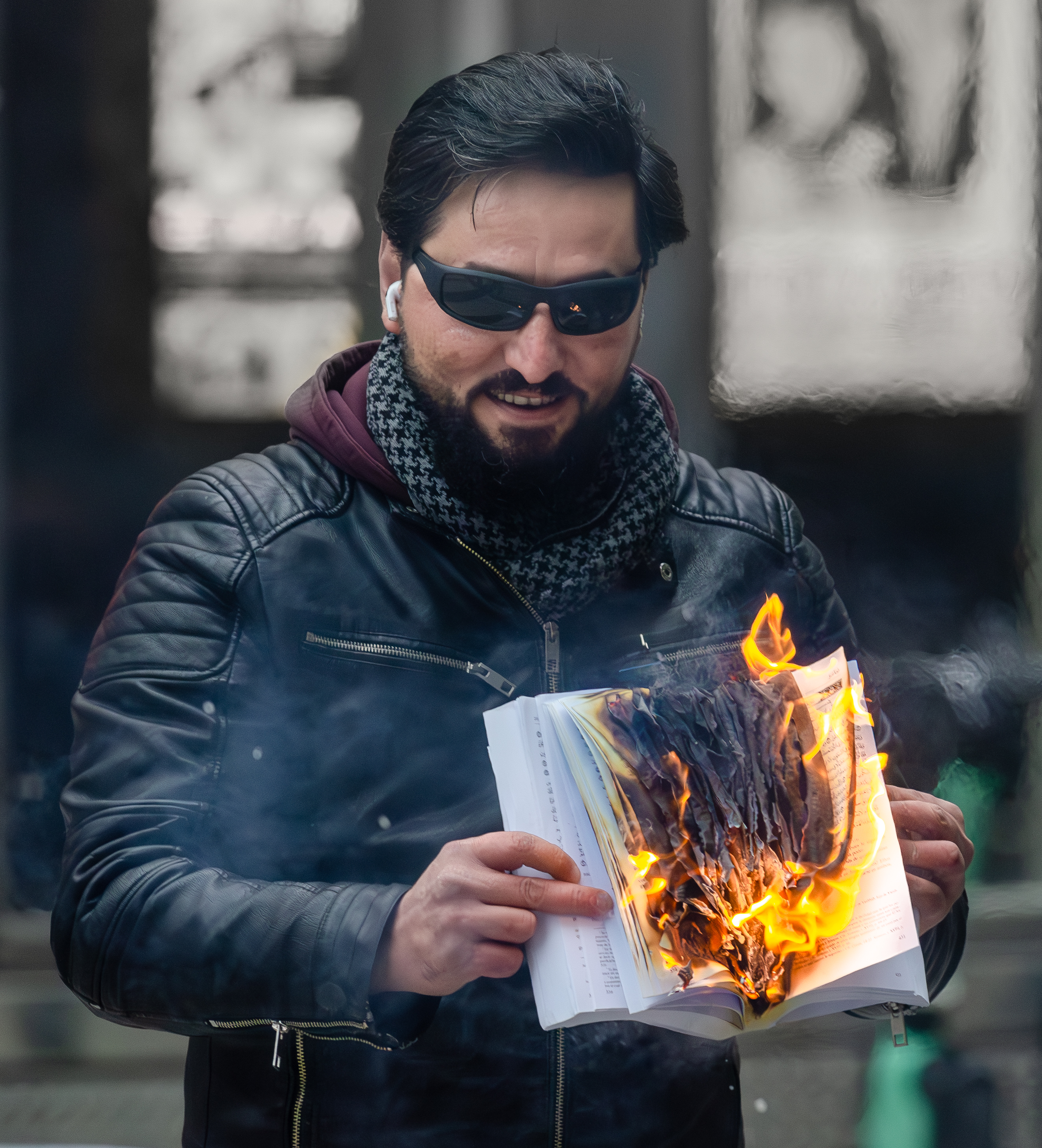
Salwan Momika bei der Koranverbrennung am 28. Juni 2023

Die Koranverbrennungen in Schweden 2023 waren Ereignisse, die von schwedischen Medien als Korankrisen („die Korankrise“) bezeichnet wurden. Die bekannteste Verbrennungsaktion ereignete sich im Juni 2023, als der 37-jährige irakische Flüchtling Salwan Momika vor der Stockholmer Moschee Seiten des Korans herausriss und anzündete. Dies hatte internationale Proteste und Verurteilungen zur Folge. Es gab einen erneuten Vorfall, was zu Protesten und Angriffen gegen die schwedische Botschaft in Bagdad führte. Auf die Koranverbrennungen folgten Vergeltungsaufrufe von islamistischen Organisationen und die Tötung von Momika im Januar 2025.

## Koranverbrennung und seine Vorgeschichte
Seit 2020 hat der dänisch-schwedische Aktivist und Politiker Rasmus Paludan Koranverbrennungen in mehreren schwedischen Städten geplant oder geleitet. Dies führte zu zahlreichen Unruhen in schwedischen Städten gegen geplante und durchgeführte Aktionen, insbesondere zu Unruhen in den Jahren 2020 und 2022, sowie zu Verurteilungen und diplomatischen Protesten aus Ländern wie Saudi-Arabien, Irak und Iran.
Salwan Momika war ein 37-jähriger Aramäer, der 2018 als Flüchtling aus dem Irak nach Schweden kam. Zwar hatte er eine christliche Herkunft, bezeichnete sich aber als Atheist. Am 28. Juni 2023 erschien er vor der Stockholmer Moschee und hielt zwei schwedische Flaggen in der Hand, während die schwedische Nationalhymne erklang. Er zerstörte öffentlich einen Koran, indem er ihn zerriss, anzündete und Speck darauf legte, um seinen Protest für ein Verbot des Korans in Schweden zum Ausdruck zu bringen. Währenddessen wurde ein Demonstrant festgenommen, nachdem er versucht hatte, etwas nach Momika zu werfen. Ein weiterer Mann, der ihn begleitete, nutzte ein Megaphon, um sich an die Menge zu wenden.
Im August 2024 wurde Momika in Schweden wegen Volksverhetzung angeklagt. Das Verfahren gegen ihn wurde nach seinem Tod eingestellt. Der im gleichen Verfahren angeklagte Salwan Najem wurde im Februar 2025 vom Amtsgericht Stockholm der Volksverhetzung schuldig gesprochen. Das Gericht stützte sich dabei auf Aussagen, die die Angeklagten im Zusammenhang mit den Koranverbrennungen öffentlich getätigt hatten. Danach seien Muslime terroristisch veranlagt, eine Krebsgeschwulst, die sich in Schweden ausbreite und zudem ausgeprägt pädophil, weshalb sie ihre Töchter verhüllen müssten. Diese Aussagen erfüllten nach Meinung des Gerichts unzweifelhaft den Tatbestand der Volksverhetzung.

## Proteste in der islamischen Welt und Ermordung Momikas

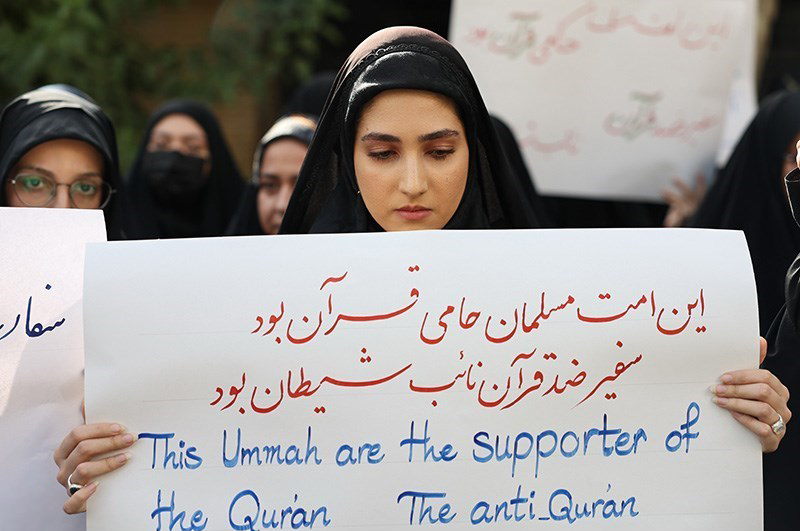
Protest vor der schwedischen Botschaft in Teheran wegen der Vorfälle

Als Reaktion auf die Vorfälle in Schweden fanden Demonstrationen statt. Am 2. Juli 2023 gab es zwei getrennte Proteste vor dem Karachi Press Club in Pakistan, um die Verbrennung zu verurteilen. In Islamabad hinderten Polizeibeamte Anhänger der religiösen Gruppe Jamaat-e-Islami daran, zur schwedischen Botschaft zu marschieren.
Im Irak stürmten Demonstranten am 29. Juni die schwedische Botschaft in Bagdad und drangen kurzzeitig in das Gebäude ein. Am 19. Juli wurde die schwedische Botschaft in Bagdad erneut von Demonstranten gestürmt und in Brand gesetzt. Der Irak forderte den schwedischen Botschafter auf, das Land zu verlassen, brach die Beziehungen zu Schweden ab und verbot schwedische Geschäfte im Irak.
Am 22. Juli erklärte der iranische Oberste Führer Ayatollah Ali Chamenei, Schweden habe sich „für den Krieg gegen die muslimische Welt in Schlachtordnung begeben“. Der Oberste Führer im Iran forderte die Todesstrafe und erhob Anschuldigungen. Die iranische Miliz Ashab al-Kahf, die auch in Bagdad aktiv ist, veröffentlichte über Telegram Drohungen, in denen sie ihre Anhänger aufforderte, sich „schwedische Menschen“ als Ziele auszusuchen und schwedische Ziele anzugreifen. Es folgten auch Vergeltungsaufrufe von den iranischen Revolutionsgarden, die sie per Cyberangriff bzw. über 15.000 SMS-Mitteilungen verschickte. Die Türkei erließ einen Haftbefehl gegen Beteiligte, Marokko rief seinen Botschafter aus Schweden zurück.  Das Islamische Emirat Afghanistan stoppte schwedische Aktivitäten im Land, bis eine Entschuldigung Schwedens erfolge.
Am 29. Januar 2025 wurde Salwan Momika in einer Wohnung in Södertälje erschossen. Die Wohnung mit heimlicher Adresse war ihm von der schwedischen Polizei zu seinem Schutz zugewiesen worden. Die Tageszeitung Aftonbladet berichtete, Momika sei in einer Live-Übertragung auf dem sozialen Netzwerk TikTok zu sehen gewesen, als er getötet wurde. Das Blatt veröffentlichte ein Video, auf dem zu sehen ist, wie ein Polizist die Aufnahme abbricht. Einen Tag nach der Tat sollte in Stockholm das Urteil gegen Momika wegen Volksverhetzung gesprochen werden. Die Polizei teilte mit, dass am 30. Januar 2025 fünf Männer wegen Mordverdachts festgenommen wurden. Die Tatverdächtigen wurden am folgenden Tag wieder auf freien Fuß gesetzt, da die Verdachtsmomente entkräftet wurden.

## Internationale Reaktionen
Die Koranverbrennung wurde teilweise international verurteilt oder missbilligt. Offizielle Vertreter aus verschiedenen Ländern und Organisationen, einschließlich Schweden, der Europäischen Union, der Vereinten Nationen und des Papstes, kritisierten die Vorfälle. Der chinesische Außenminister betonte die Notwendigkeit gegenseitigen Respekts und kritisierte die „Instrumentalisierung“ der Redefreiheit für Konflikte. Die USA missbilligten die Verbrennung, betonten jedoch Meinungsfreiheit.